# Rothes
Rothes (Ràthais en gaélique (gd)) est une ville d'Écosse, située dans la région du Moray, au sud d'Elgin, sur les bords du Spey, dans la célèbre région de production de whisky du Speyside.
Le nom de Rothess provient du Earl of Rothes (en) qui possédait beaucoup de terres sur le territoire de la commune. La ville est célèbre pour abriter les ruines du Rothes Castle, ainsi que pour avoir 4 distilleries actives sur son territoire : Speyburn, Glen Grant, Glenrothes et Glen Spey (en) et une ancienne qui a cessé son activité : Caperdonich. Glen Grant fait partie de la route touristique Malt Whisky Trail.

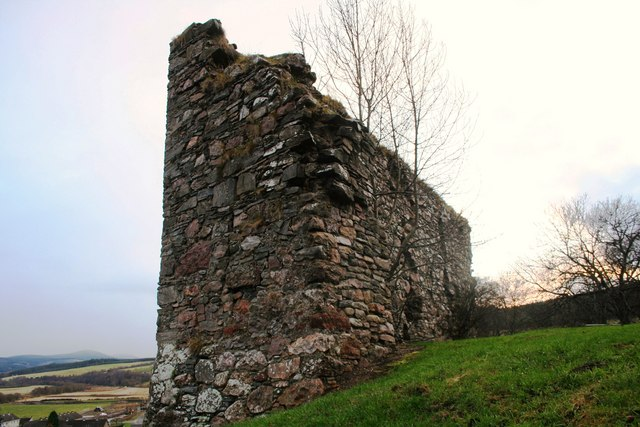
Ruines du Rothes Castle.

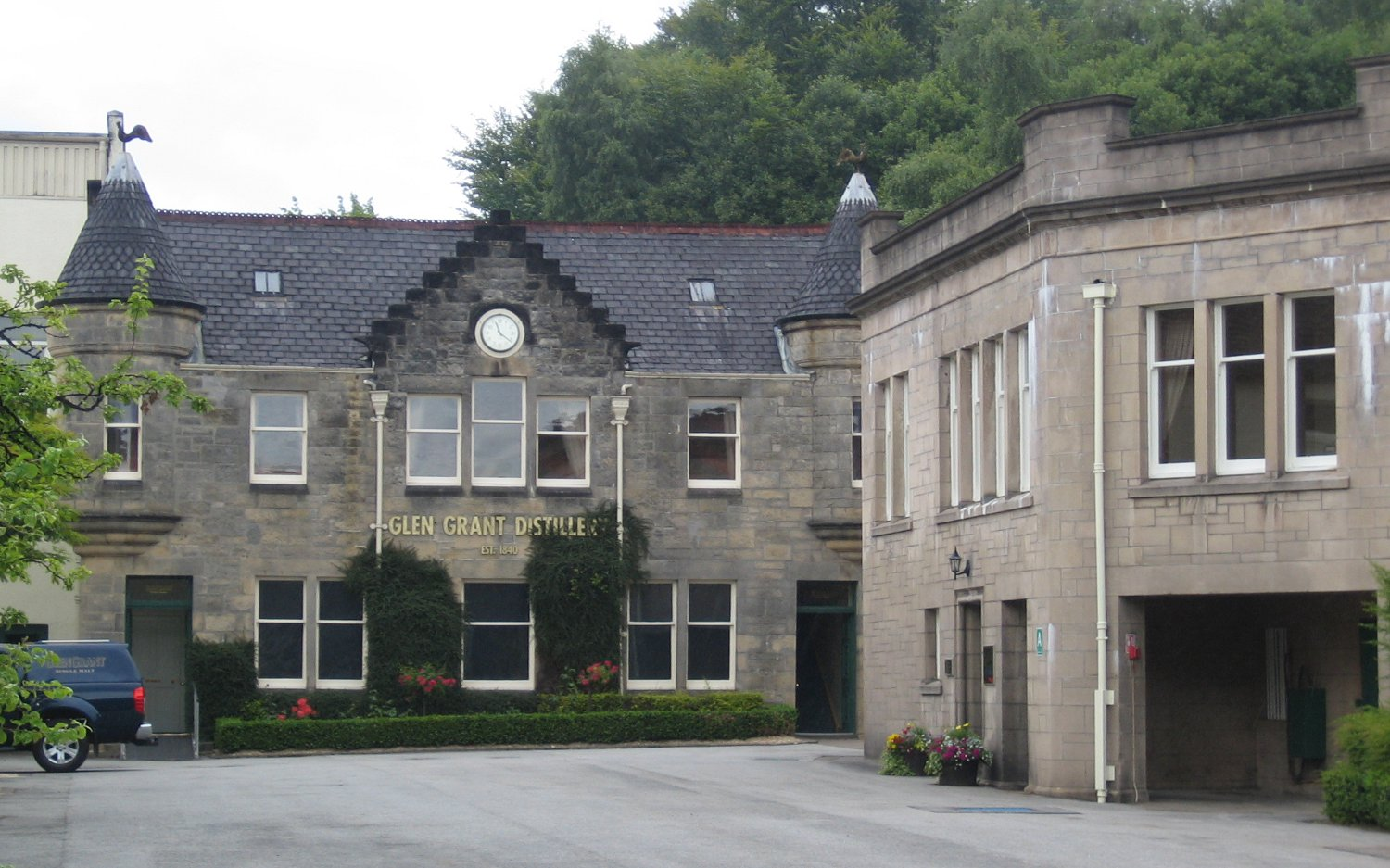
La distillerie Glen Grant.

## Sports
La ville abrite le club de football du Rothes F.C. (en) qui évolue en Highland Football League. 